# Mannitolo deidrogenasi
La mannitolo deidrogenasi è un enzima appartenente alla classe delle ossidoreduttasi, che catalizza la seguente reazione:
D-mannitolo + NAD+ ⇄ D-mannosio + NADH + H+
L'enzima di Apium graveolens ossida gli alditoli che presentano una chiralità 2R sul carbonio adiacente al carbonio primario sottoposto all'ossidazione. L'enzima è specifico per NAD+ e non è in grado di servirsi di NADP+.